# ジョン・ハウザー

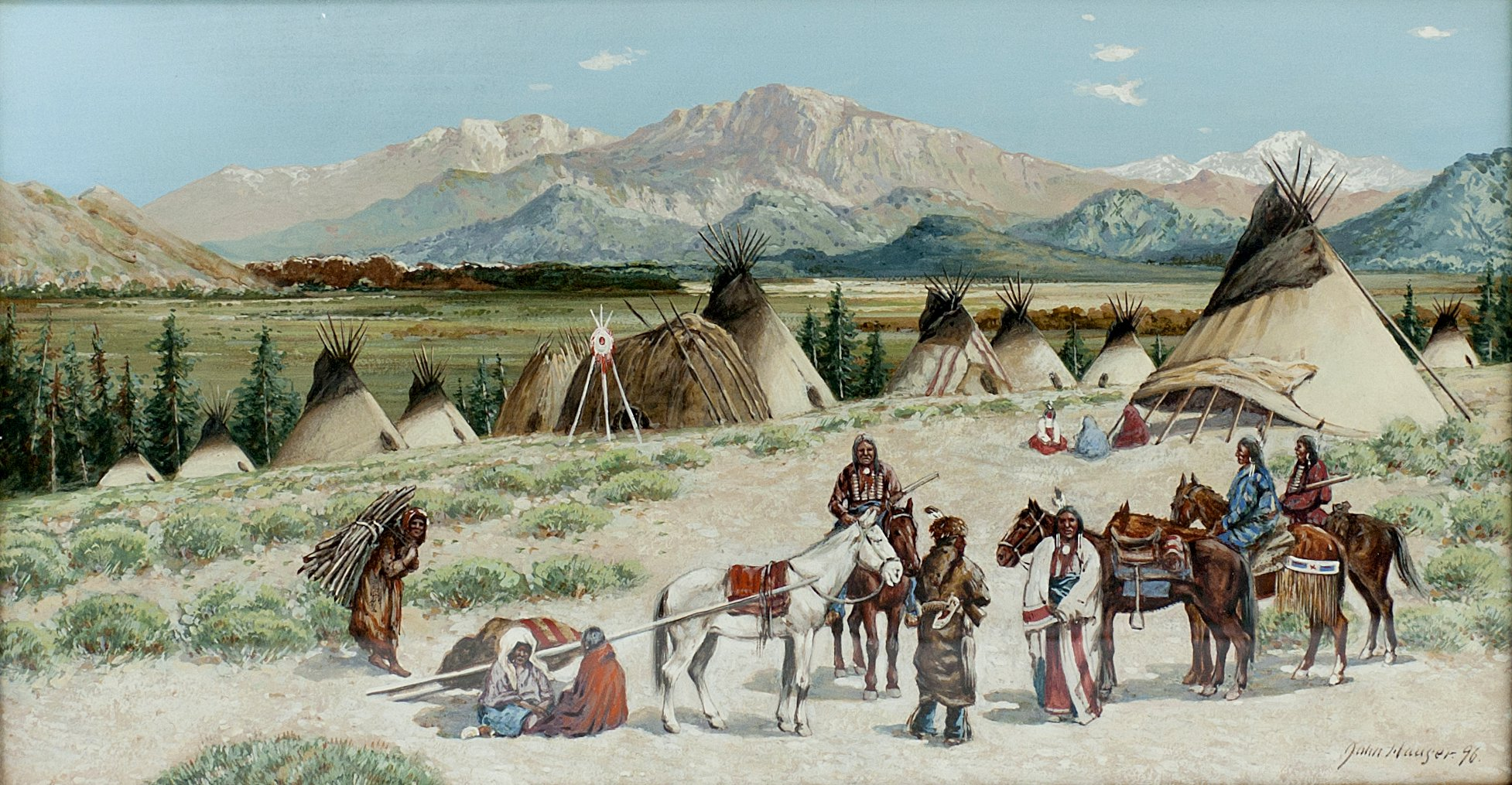
ジョン・ハウザー作、「In the Foot Hills」(1896)

ジョン・ハウザー（John Hauser、1859年1月30日 - 1913年10月6日）は、アメリカ合衆国の画家である。アメリカ西部を旅したり、インディアン居留地に滞在し、アメリカ原住民の生活や肖像画を描いた。

## 略歴
オハイオ州のシンシナティで生まれた。父親はドイツ、バーデン＝ヴュルテンベルク州の山地シュヴァルツヴァルト出身の家具職人で1857年にアメリカに移住してきてシンシナティに住んだ人物である。ジョン・ハウザーはシンシナティで教育を受け、美術の才能を示し、シンシナティの工業学校（Ohio Mechanics Institute）で絵を学び、1873年からシンシナティの私立の美術学校（McMicken School of Design、後のArt Academy of Cincinnati）で、トマス・サタホワイト・ノーブル（Thomas Satterwhite Noble)に学んだ。1880年にヨーロッパに渡り、ミュンヘン美術院に入学した。アメリカに帰国すると1883年にシンシナティの中等教育の学校の絵画の教師をしたが、1885年にジョセフ・ヘンリー・シャープ（1859-1953）と再び、ヨーロッパに渡り、10月からミュンヘン美術院でニコラオス・ギジスに学び、パリやデュッセルドルフでも学んだ。
シンシナティに戻り、画家として名声を得るようになった。1890年にシンシナティ美術クラブ（Cincinnati Art Club）のメンバーにった。1891年にアリゾナやニューメキシコなどを初めて旅し、アメリカ原住民の生活に強い興味を持った 。1893年には、ジョン・ヘンリー・シャープとともにニューメキシコとアメリカ南西部を旅し、生涯を通じてアメリカ原住民とアメリカ西部に魅了され、晩年になるまで機会があれば、アリゾナやニューメキシコ、コロラド、ネブラスカ、アイオワ、サウスダコタなどを旅した。1896年7月8日に結婚し、子供はいなかったがハウザー夫妻は一緒にしばしば旅をし、1901年に夫妻はスー族の養子となる儀式をして、インディアンの言葉の名前を与えられた。サウスダコタ州のパイン・リッジ居留地（Pine Ridge Indian Reservation）に長く滞在し、1901年から1905年の間は毎年6ヵ月を野営地で暮らした。1904年にシンシナティに家を建てた時も家にパイン・リッジと名前を付けた。
1913年にシンシナティで亡くなった。

## 作品

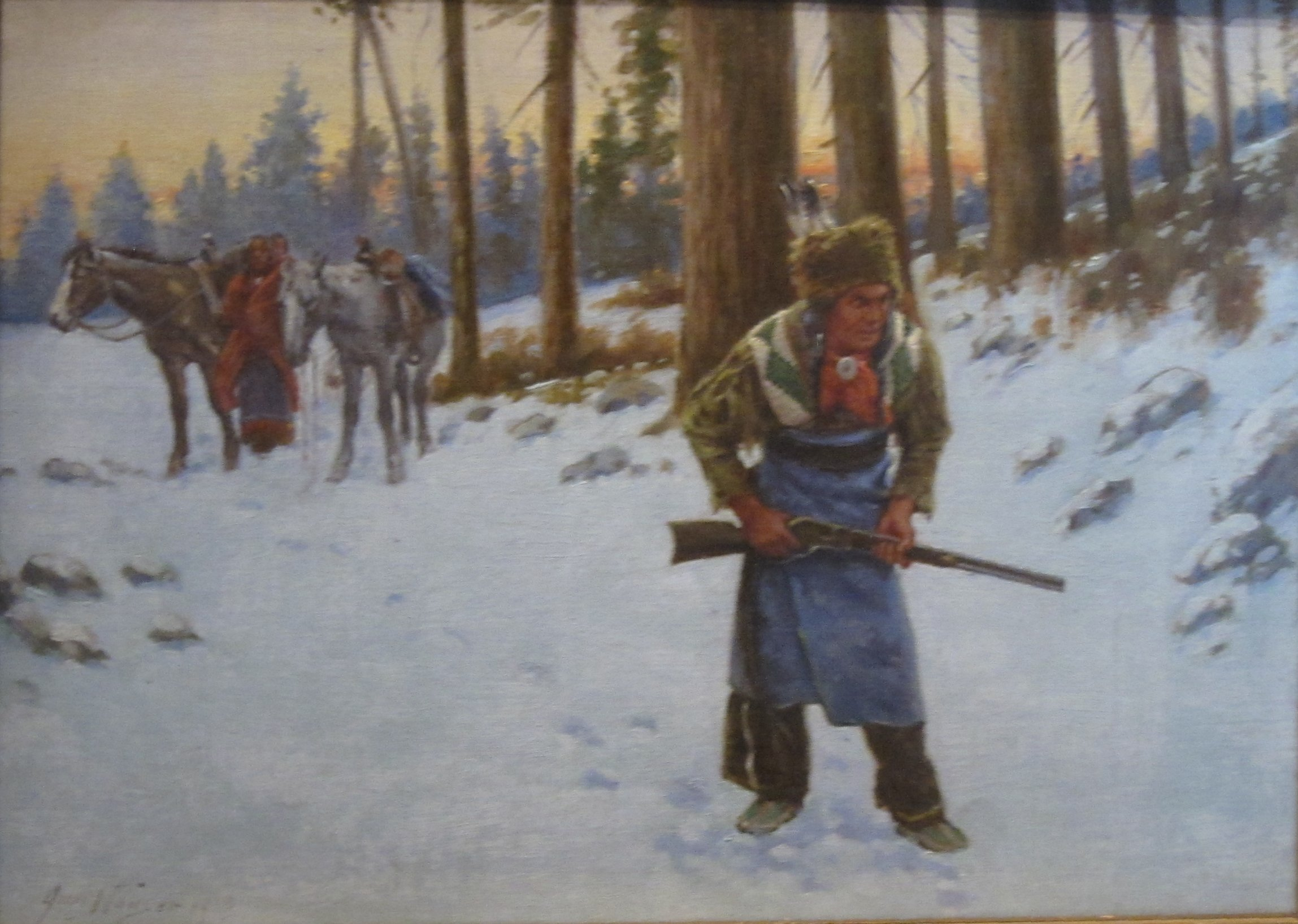
冬の風景と猟をするインディアン(1909) シンシナティ美術館
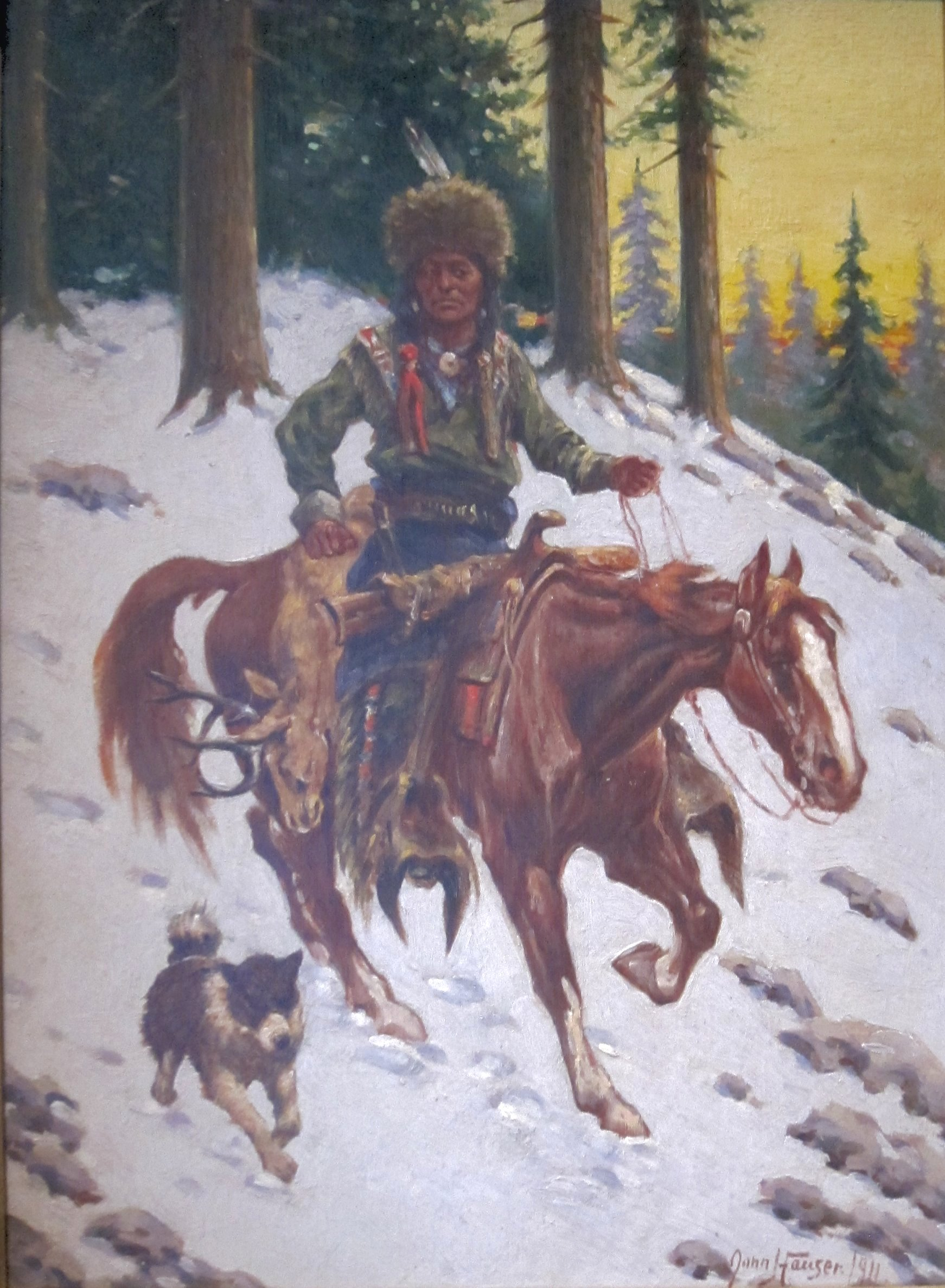
狩りの成果(1911) シンシナティ美術館
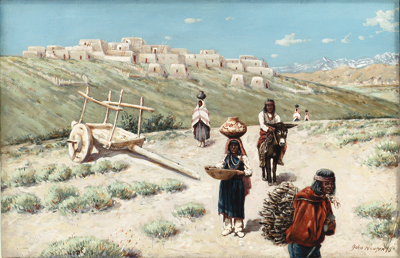
ラグナ・プエブロの付近